# Leioproctus paraguayensis
Leioproctus paraguayensis är en biart som först beskrevs av Carlos Schrottky 1907.  Leioproctus paraguayensis ingår i släktet Leioproctus och familjen korttungebin. Inga underarter finns listade i Catalogue of Life.